# Estación Moisés Ville
Moisés Ville era una estación de ferrocarril ubicada en la localidad homónima, departamento San Cristóbal, provincia de Santa Fe, Argentina.
La estación fue habilitada a fines del siglo XIX por el Ferrocarril Provincial de Santa Fe.

## Servicios
No presta servicios de pasajeros ni de cargas. Sus vías correspondían al Ramal F11 del Ferrocarril General Belgrano.